# سد وادی وشکه
سد وادی وشکه (به عربی: سد وادی الوشکة) یک سد خاکی در لیبی است که در Sokna, Libya واقع شده‌است.